# Jinniushanmänniskan
Jinniushanmänniskan (金牛山人; Jīnniúshānrén) är ett fynd av en äldre stenålders-människa i Liaoning i nordöstra Kina. Jinniushan (金牛山; Jīnniúshān) och också namnet på den arkeologiska utgrävningsplatsen för fyndet.
Fyndet, som gjordes 1984 i en kalkstensgrotta nära byn Sitian sydväst om Yingkou, består av fossiler av ett kvinnligt kranium med volymen 1 100 till 1 200 ml och en väsentlig del av skelettet såsom revben, höftben, armbågsben, ryggkotor och delar av ben, händer och fot. Vid fyndplatsen finns även spår av användandet av eld.
Jinniushanmänniskan är daterad runt 280 000 till 260 000 år före vår tid, men senare dateringar har även pekat mot en ålder på 200 000 år. Jinniushanmänniskan tros vara en äldre Homo sapiens, men har även tidigare klassificerats som Homo erectus.